# Extensible Stylesheet Language Transformations
XSLT o XSL Transformacions és un estàndard de l'organització W3C que presenta una forma de transformar documents XML en uns altres i fins i tot a formats que no són XML. o altres formats com HTML per a pàgines web, text pla o objectes de formatació XSL. Aquests formats es poden convertir posteriorment a formats com PDF, PostScript i PNG. En actualitzacions posteriors de l'especificació XSLT 1.0 es va afegir compatibilitat amb JSON i la transformació de text pla.
Les implementacions de XSLT 3.0 admeten Java, .NET, C/C++, Python, PHP i NodeJS. També es pot allotjar una biblioteca JavaScript de XSLT 3.0 dins del navegador web. Els navegadors web moderns també inclouen compatibilitat nativa amb XSLT 1.0.
La transformació de documents XSLT especifica com transformar un document XML en un document nou (normalment XML, però s'admeten altres formats, com ara text sense format). Normalment, els documents d'entrada són fitxers XML, però es pot utilitzar qualsevol cosa a partir de la qual el processador pugui construir un model de dades XQuery i XPath, com ara taules de bases de dades relacionals o sistemes d'informació geogràfica.
Tot i que XSLT es va dissenyar originalment com un llenguatge d'ús especial per a la transformació XML, el llenguatge és Turing complet, cosa que el fa teòricament capaç de càlculs arbitraris.
Les fulles d'estil XSLT realitzen la transformació del document utilitzant una o diverses regles de plantilla: unides al document font a transformar, aquestes regles de plantilla alimenten a un processador de XSLT, el qual realitza les transformacions desitjades col·locant el resultat en un arxiu de sortida o, com en el cas d'una pàgina web, directament en un dispositiu de presentació, com el monitor d'un usuari.